# Reda Tagnaouti
Reda Tagnaouti de son nom complet Ahmed Reda Tagnaouti (arabe : أحمد رضى التكناوتي), né le 5 avril 1996 à Fès (Maroc), est un footballeur international marocain jouant au poste de gardien de but avec le FAR Rabat.
Formé à l'Académie Mohammed VI, il fait ses débuts en 2014 avec la RS Berkane avant de s'engager au Wydad Athletic Club en 2017. Prêté directement à l'IR Tanger, il remporte le championnat national en 2018 avant de retourner au Wydad Athletic Club. Avec Wydad, il remporte le championnat en 2019, 2021 et 2022, atteint la finale de la Coupe du Maroc en 2021 et remporte la Ligue des champions de la CAF en 2022.
Gardien du Maroc dans les catégories inférieures de l'équipe du Maroc, il fait ses débuts en équipe première en 2017 sous Hervé Renard et participe à la Coupe du monde 2018 en tant que troisième gardien. Il est également repris lors du CHAN 2018, la Coupe d'Afrique 2019, la Coupe d'Afrique 2021 et la Coupe du monde 2022.

## Biographie
Reda Tagnaouti naît le 5 avril 1996 à Fès au Maroc. Il intègre en 2009 l'Académie Mohammed VI dirigé par Nasser Larguet. Il y côtoie de nombreux footballeurs dont Youssef En-Nesyri ou encore Nayef Aguerd.

### En club

#### RS Berkane (2014-2017)
Le 12 janvier 2014, il signe librement un contrat de trois saisons à la RS Berkane. Il dispute la totalité des matchs avec l'équipe réserve de la RS Berkane.
Le 18 mars 2015, il dispute son premier match officiel à l'occasion d'un match de championnat face au Fath US en remplaçant Mounir Lemrabet, blessé, à la 46e minute (match nul, 1-1). Le 22 mars 2015, il reçoit sa première titularisation face au Kawkab de Marrakech (match nul, 0-0). Reda Tagnaouti dispute la totalité des matchs de la RS Berkane jusqu'en fin de saison 2014-2015. Il termine sa première saison avec sept matchs disputés et en se classant à la neuvième place du classement du championnat.
Après deux saisons et demie et seulement dix matchs au compteur, il est prêté six mois, puis acheté par le Wydad Athletic Club.

#### Wydad de Casablanca et prêt à l'IR Tanger (2017-2023)
En 2017, le gardien manque énormément de temps de jeu à cause de la présence du gardien numéro un du Wydad Zouheir Laaroubii. Après avoir été titularisé seulement deux fois, il décide de quitter le club sous prêt pour une durée d'un an à l'Ittihad de Tanger où il trouvera sa place en tant que gardien numéro 1. Avec ses prestations remarquables, l'entraîneur français Hervé Renard intègre le jeune gardien marocain dans le poste de troisième gardien international marocain après avoir suivi quelques matchs de Ahmed Reda dans le championnat marocain. Ahmed Reda Tagnaouti finit par remporter le championnat marocain 2017-2018 après une saison remarquable. Il concède seulement 21 buts.
En début juillet 2018, Ahmed Reda Tagnaouti est en fin de contrat de prêt avec l'Ittihad de Tanger et retourne au Wydad de Casablanca pour y évoluer dans la saison 2018-2019. Le premier gardien du Wydad Zouheir Laâroubi qui a empêché Tagnaouti de jouer en tant que gardien numéro un, est à ce moment transféré en Arabie saoudite au Ohod Club.
Le 30 mai 2022, il est titularisé contre Al Ahly en finale de la Ligue des champions de la CAF et remporte la compétition grâce à une victoire de 2-0 au Stade Mohammed-V,,,. Le 28 juillet 2022, il est titularisé et atteint la finale de la Coupe du Maroc après une défaite sur séance de penaltys face à la RS Berkane (match nul, 0-0).
Le 10 septembre 2022, il est titularisé sous son nouvel entraîneur Houcine Ammouta à l'occasion de la finale de la Supercoupe de la CAF face à la RS Berkane. Le match se solde sur une défaite de 0-2 au Stade Mohammed-V.
Au milieu de la saison 2022-2023, il se blesse au genou et est éloigné des terrains pendant de longs mois, remplacé par son concurrent Youssef El Motie qui dispute le restant de la saison en tant que titulaire, gagnant également la place de titulaire après le retour de blessure de Tagnaouti.

#### MAS de Fès (depuis 2023)
Le 28 août 2023, il s'engage pour trois saisons au MAS de Fès, malgré l'intérêt du FC Bâle en Suisse,,.

### En sélection

#### Maroc -17 ans et espoirs
Avec les moins de 17 ans, il participe à la Coupe d'Afrique des nations des moins de 17 ans 2013. Le Maroc se classe quatrième de cette compétition. Il participe ensuite quelques mois plus tard à la Coupe du monde des moins de 17 ans organisée aux Émirats arabes unis. Lors du mondial junior, il doit toutefois se contenter du banc des remplaçants. Le Maroc s'incline en huitièmes de finale face à la Côte d'Ivoire.
Le 28 août 2014, il est sélectionné par Abdellah El Idrissi pour un stage d'entraînement avec l'équipe du Maroc -20 ans au Centre sportif de Maâmora à Salé, comptant pour les préparations au tournoi international du Qatar, à laquelle il prend part,.
En 2015, Ahmed Reda Tagnaouti participe au Festival international espoirs – Tournoi Maurice-Revello avec le Maroc, qui se déroule en Provence-Alpes-Côte d'Azur. Le Maroc s’incline en finale du Tournoi contre la France sur le score de 3-1.  

#### Maroc
Reda Tagnaouti reçoit ses premières convocations avec l'équipe première du Maroc en 2017 sous le sélectionneur Hervé Renard pour occuper le poste de troisième gardien après Munir El Kajoui et Yassine Bounou. 
Le 10 octobre 2017, il fait ses débuts avec le Maroc à l'occasion d'un match amical face à la Corée du Sud à Bienne, en Suisse dans le cadre des préparations aux matchs qualificatives à la Coupe du monde 2018. 
Le 27 mars 2018, à l'occasion d'un match préparatif à la Coupe du monde 2018, Reda Tagnaouti est titularisé face à l'Ouzbékistan à Casablanca (victoire, 2-0). Le 4 juin 2018, Hervé Renard sélectionne Ahmed Reda Tagnaouti pour prendre part à la Coupe du monde 2018 en Russie en tant que troisième gardien. 
Le 12 septembre 2022, il reçoit une convocation du nouveau sélectionneur du Maroc Walid Regragui pour un stage de préparation à la Coupe du monde 2022 à Barcelone et Séville pour deux confrontations amicaux, notamment face au Chili et au Paraguay,.
Le 10 novembre 2022, il figure officiellement dans la liste des 26 joueurs sélectionnés par Walid Regragui pour prendre part à la Coupe du monde 2022 au Qatar. Lors des trois matchs de poule face à la Croatie (match nul, 0-0), la Belgique (victoire, 2-0) et le Canada (victoire, 2-1), il ne fait aucune entrée en jeu. Le Maroc est cependant qualifié en huitièmes de finale face à l'Espagne.
Le 20 décembre 2022, à l'occasion de son retour du Qatar, il est invité avec ses coéquipiers au Palais royal de Rabat par le roi Mohammed VI, le prince héritier Moulay Hassan et Moulay Rachid pour être officiellement décoré Ordre du Trône, héritant du grade officier,,,.

## Statistiques

### En club
| Saison                | Club                  | Championnat           | Championnat | Championnat | Coupe(s) nationale(s) | Coupe(s) nationale(s) | Compétition(s) continentale(s) | Compétition(s) continentale(s) | Compétition(s) continentale(s) | Maroc | Maroc | Total | Total |
| Saison                | Club                  | Division              | M.          | B.          | M.                    | B.                    | Comp.                          | M.                             | B.                             | M.    | B.    | M.    | B.    |
| 2014-2015             | RS Berkane            | Botola Pro            | 7           | 0           | 0                     | 0                     | -                              | -                              | -                              | 0     | 0     | 7     | 0     |
| 2015-2016             | RS Berkane            | Botola Pro            | 2           | 0           | 0                     | 0                     | -                              | -                              | -                              | 0     | 0     | 2     | 0     |
| 2016-2017             | RS Berkane            | Botola Pro            | 1           | 0           | 0                     | 0                     | -                              | -                              | -                              | 0     | 0     | 1     | 0     |
| Sous-total            | Sous-total            | Sous-total            | 10          | 0           | 0                     | 0                     | -                              | 0                              | 0                              | 0     | 0     | 10    | 0     |
| 2016-2017             | Wydad AC              | Botola Pro            | 1           | 0           | 0                     | 0                     | -                              | -                              | -                              | 0     | 0     | 1     | 0     |
| 2017-2018             | Wydad AC              | Botola Pro            | 0           | 0           | 0                     | 0                     | C1                             | 1                              | 0                              | 0     | 0     | 1     | 0     |
| 2018-2019             | Wydad AC              | Botola Pro            | 27          | 0           | 3                     | 0                     | C1                             | 14                             | 0                              | 1     | 0     | 45    | 0     |
| 2019-2020             | Wydad AC              | Botola Pro            | 30          | 0           | 0                     | 0                     | C1                             | 12                             | 0                              | 0     | 0     | 42    | 0     |
| 2020-2021             | Wydad AC              | Botola Pro            | 25          | 0           | 4                     | 0                     | C1                             | 11                             | 0                              | 0     | 0     | 40    | 0     |
| 2021-2022             | Wydad AC              | Botola Pro            | 27          | 0           | 4                     | 0                     | C1                             | 13                             | 0                              | 0     | 0     | 44    | 0     |
| 2022-2023             | Wydad AC              | Botola Pro            | 18          | 0           | 1                     | 0                     | C1                             | 9                              | 0                              | 0     | 0     | 28    | 0     |
| Sous-total            | Sous-total            | Sous-total            | 128         | 0           | 12                    | 0                     | -                              | 60                             | 0                              | 1     | 0     | 201   | 0     |
| 2017-2018             | IR Tanger (prêt)      | Botola Pro            | 23          | 0           | 2                     | 0                     | -                              | -                              | -                              | 2     | 0     | 27    | 0     |
| Sous-total            | Sous-total            | Sous-total            | 23          | 0           | 2                     | 0                     | -                              | 0                              | 0                              | 2     | 0     | 27    | 0     |
| 2023-2024             | MAS Fès               | Botola Pro            | -           | -           | -                     | -                     | -                              | -                              | -                              | -     | -     | 0     | 0     |
| Sous-total            | Sous-total            | Sous-total            | -           | -           | -                     | -                     | -                              | -                              | -                              | -     | -     | 0     | 0     |
| Total sur la carrière | Total sur la carrière | Total sur la carrière | 151         | 0           | 14                    | 0                     | -                              | 60                             | 0                              | 3     | 0     | 228   | 0     |

### En sélection
Le tableau suivant liste les rencontres de l'équipe du Maroc dans lesquelles Ahmed Reda Tagnaouti a été sélectionné depuis le 10 octobre 2017 jusqu'à présent.

## Palmarès
Formé à l'Académie Mohammed VI et ayant fait ses débuts à la RS Berkane, c'est sous forme de prêt à l'IR Tanger, en 2018, que Ahmed Reda Tagnaouti remporte pour la première fois le championnat du Maroc. Appartenant au Wydad Athletic Club depuis 2017, il remporte à quatre reprises le championnat du Maroc : en 2017, 2019, 2021 et 2022. Il atteint également la finale de la Coupe du Maroc en 2021, la finale de la Ligue des champions de la CAF en 2019 avant de la remporter en 2022 sous l'effectif de Walid Regragui. Il reçoit également la distinction du meilleur gardien de la Ligue des champions en 2022.
Au niveau international, il remporte le Championnat d'Afrique des nations en 2018 sous Jamal Sellami avec l'équipe locale du Maroc.
| IR Tanger (1) :                              | Wydad AC (5) : | Maroc A' (1) :               | Maroc :                                |
| -------------------------------------------- | --- | ---------------------------- | -------------------------------------- |
| - Championnat du Maroc (1) - Champion : 2018 | - Championnat du Maroc (4) - Champion : 2017, 2019, 2021 et 2022 - Vice-champion : 2020 - Coupe du Maroc - Finaliste : 2021 - Ligue des champions de la CAF (1) - Vainqueur : 2022 - Finaliste : 2019, 2023 - Supercoupe de la CAF - Finaliste : 2022 | - CHAN (1) - Champion : 2018 | - Coupe du monde : - Quatrième en 2022 |

### Distinctions personnelles
- Meilleur gardien de but de la Ligue des Champions en 2022[28]
- Meilleur gardien de but du Championnat du Maroc en 2019[29]

## Décorations
- Officier de l'ordre du Trône — Le 20 décembre 2022, il est décoré officier de l'ordre du Wissam al-Arch[30] — ordre du Trône[31] — par le roi Mohammed VI au Palais royal de Rabat.